# Приправленная соль

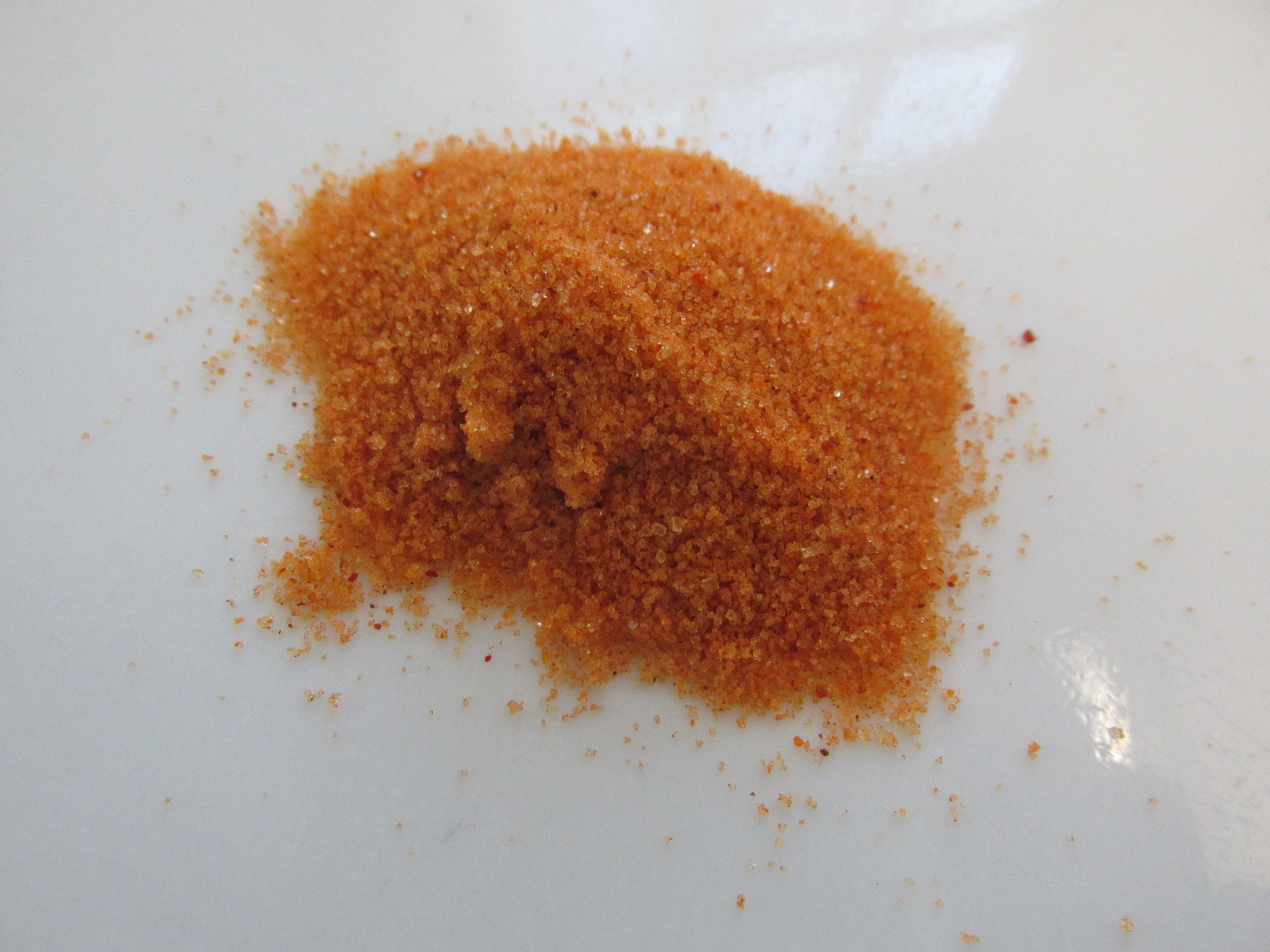
Типичная приправленная соль

Приправленная соль (англ. seasoned salt), также соль с приправами, соль с пряностями — смесь поваренной соли, ароматических трав, специй, других ароматизаторов, иногда с добавлением глутамата натрия. Наиболее популярна в американской кухне. Приправленная соль является стандартной приправой к таким продуктам, как курица, картофель фри, жаренные во фритюре морепродукты.
Статья ниже описывает ситуацию применительно к США, Великобритании и другим англоязычным странам. В России соль с приправами ассоциируется с кухней народов Кавказа и выпускается в продажу под названием Сванская соль (встречаются также варианты под названиями: адыгейская соль, абхазская соль, черкесская соль и т. д.).

## Соединенные Штаты
Ежегодно в Соединенных Штатах продают приправленной соли на 100 млн долларов США. По данным Федеральной торговой комиссии США, два бренда составляют 80 % этого рынка:

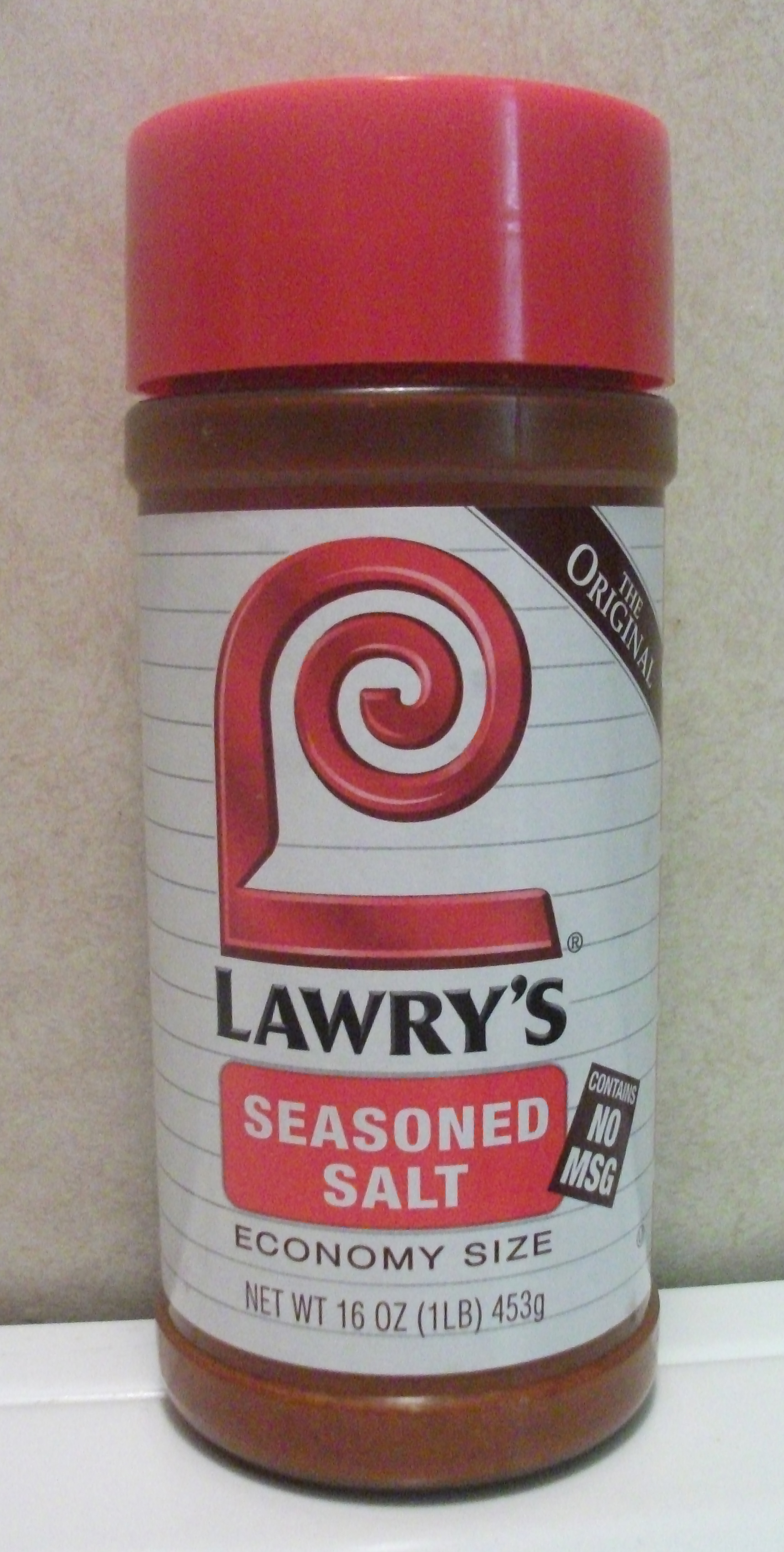
Lawry’s — самая распространенная марка приправленной соли в США

Lawry’s — старейшая и самая распространенная марка приправленной соли в США. Изначально была разработана в 1930-х годах для приправы стейков.
Morton Season-all — вторая по доле на рынке приправленная соль в США.

### Каджунскаяи креольская приправа
В Луизиане и близлежащих штатах многие компании производят приправы для каджунской и креольской кухни. Это пряная смесь лукового порошка, чесночного порошка, перца, орегано или тимьяна, соли, перца и порошка чили. Бренды включают Tony Chachere’s, Zatarain’s и Paul Prudhomme.

### Old Bay
Old Bay — это приправленная соль на основе сельдерея, обычно используемая для приготовления морепродуктов.

## Великобритания

### Chip spice
Изобретена в 1970-х годах в английском городе Халл, по утверждению создателей, они были вдохновлены американскими приправами. Chip spice были представлены в Соединенном Королевстве в 1970-х годах в Кингстон-апон-Халле компанией Spice Blender. В основе рецепта лежит американская пряная соль, содержащая паприку.

## Австралия

### Chicken salt
«Куриная соль» была изобретена в 1970-х годах Питером Бринкуортом из Голера, Южная Австралия, как приправа для курицы на гриле. В настоящее время она широко используется для приготовления горячих чипсов (в США называют «картофель фри»).
Первый рецепт куриной соли состоял из лукового порошка, чесночного порошка, соли сельдерея, паприки, куриного бульона и глутамата натрия с небольшим количеством порошка карри. Есть версии куриной соли с куриным вкусом, а также веганские версии.